# Herpis vittata
Herpis vittata är en insektsart som först beskrevs av Fabricius 1803.  Herpis vittata ingår i släktet Herpis och familjen Derbidae. Inga underarter finns listade i Catalogue of Life.